# 多伦路
多伦路是位于中國上海市虹口区中部偏西的一条道路，多伦路全长550米，宽10-13米，呈L字型，东起四川北路，向西折北再与四川北路（1945年以前称北四川路）交汇。自建成起原名窦乐安路（Darroch Road），以曾受到清朝光绪帝授予“进士”称号的英国传教士、伦敦圣教书会总部干事窦乐安（John Darroch）命名。多伦路以众多近代名人的故居而闻名，20世纪末多伦路被打造成为休闲文化名人街。

## 历史沿革
20世纪初以前，多伦路还是宝山县一处不起眼的农村和纵横交错的无名小浜。多伦路修建于1911年，起初将今多伦路201弄以南狭长小路及路西的小浜填浜拓宽，多伦路一带虽在理论上隶属华界，但却是当时上海公共租界工部局越界筑路的产物。1918年又与今多伦路201弄以北的四川北路（原北四川路）相连接，形成现在的路况。
多伦路的建筑多是中国早期民族资本家发达之后建造的别墅，抗战期间归属日本人和汪精卫政权官员所有，为日本侵华海军保甲制度区。多伦路215号梁鸿志旧居；这些住宅在抗战后作为敌产被政府要员所占据。其中有国民党时期四大家族之一孔祥熙具有伊斯兰风格的孔祥熙公馆；白崇禧在抗战后一度居住过的多伦路210号白崇禧公馆，台湾作家白先勇也曾在小时候短暂居住在这里。新古典主义风格的法式别墅汤恩伯公馆曾先后作为汤恩伯和陈仪的住所。多伦路93号花园洋房则是在1950年被上海市军事管制委员会征用为王造时住宅。多伦路还有上海现存的唯一中西合璧的基督教堂鸿德堂，具有南洋廊式风格的中华艺术大学学生宿舍，典型的石库门里弄景云里、永安里等等，为海上旧式里弄和海派建筑的缩影。
20世纪二三十年代，多伦路是以鲁迅为代表的中国左翼知识分子最活跃的地区。1930年中国左翼作家联盟在窦乐安路233号中华艺术大学成立。鲁迅、郭沫若、茅盾、叶圣陶、王造时等知识分子曾经居住在多伦路和附近的景云里。丁玲、沙汀、瞿秋白等一大批左翼作家也一度在多伦路附近的虹口地区居住和创作。
1943年10月1日，汪精卫政府以察哈尔省多伦县改为今名。到中华人民共和国建立之初，多伦路先后出现太阳社、基督教会、上海艺术剧社、中华艺术大学、中国左翼作家联盟、新中国剧社、自由出版社等社会团体与组织。

## 现况
1999年初，多伦路改造一期工程启动，建设集旅游和文物保护为一体的“多伦路文化名人街”。1999年10月22日，虹口区政府举行一期工程竣工暨多伦路文化名人街街牌揭幕仪式。沿街开辟了文物收藏馆和名人故居，在多伦路L行拐角点建造了高18米的标志性建筑夕拾钟楼，并开设了中国第一家官方的当代艺术馆多伦现代美术馆。目前涉及多伦路后排建筑的多伦路改造二期工程已完成规划，正在建设中。届时多伦路文化名人街将延伸至海伦西路和宝山路，成为X字型文化街区。

## 沿路历史建筑
- 多伦路59号——鸿德堂
- 多伦路66号——薛公馆旧址
- 多伦路93号——上城集团，王造时旧居
- 多伦路123号——老电影咖啡馆
- 多伦路145号——中华艺术大学宿舍旧址，现左联纪念馆
- 多伦路152-192号——永安里
- 多伦路201弄2号——原中华艺术大学校址和中国左翼作家联盟成立大会旧址
- 多伦路201弄4号——新中国剧社旧址
- 多伦路201弄89号——郭沫若多伦路旧居
- 多伦路208号——陈仲箎旧居
- 多伦路210号——白崇禧公馆
- 多伦路215号——梁鸿志旧居
- 多伦路250号——孔祥熙公馆

## 图片集

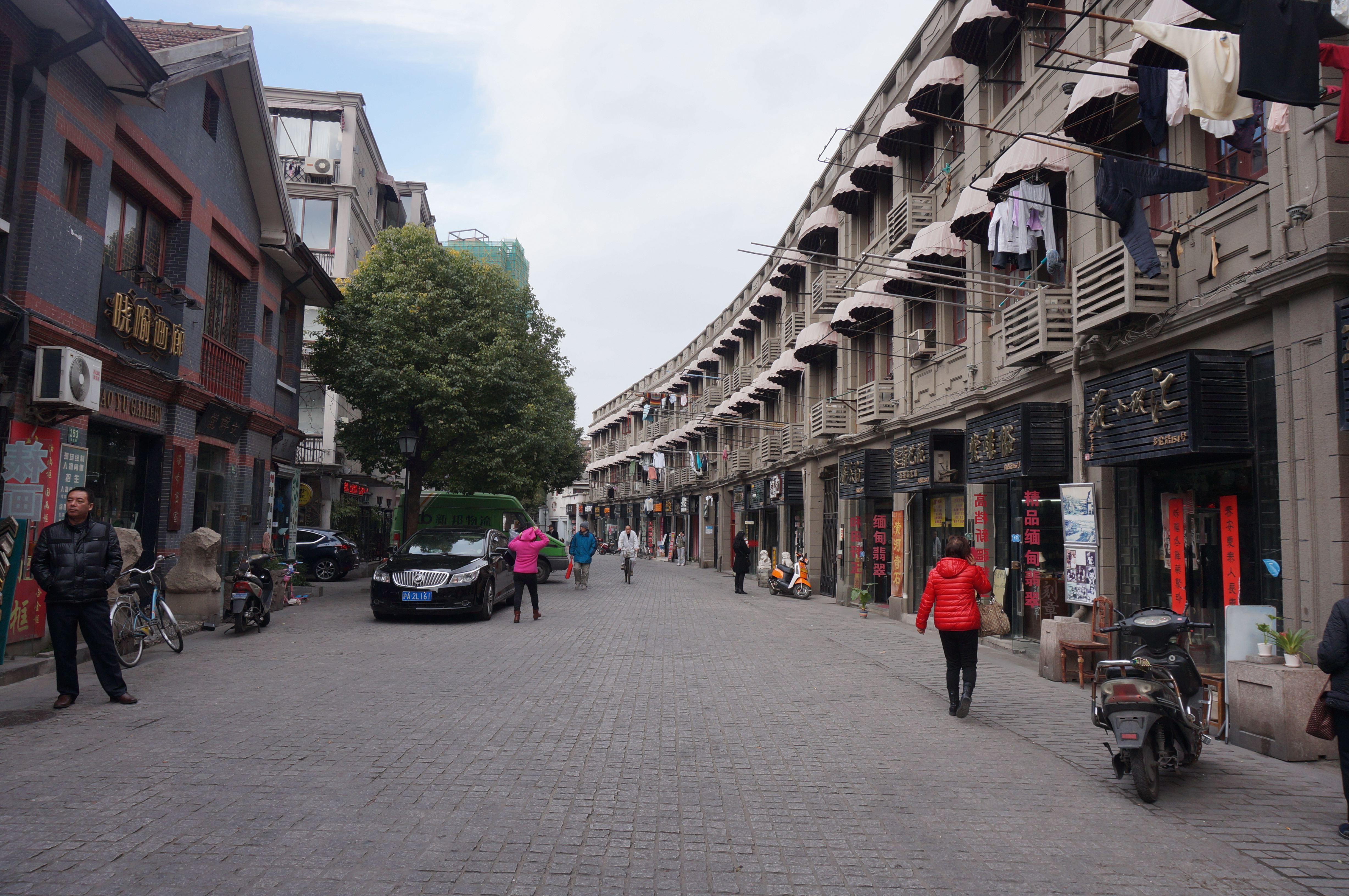
多伦路街景，图右侧为永安里
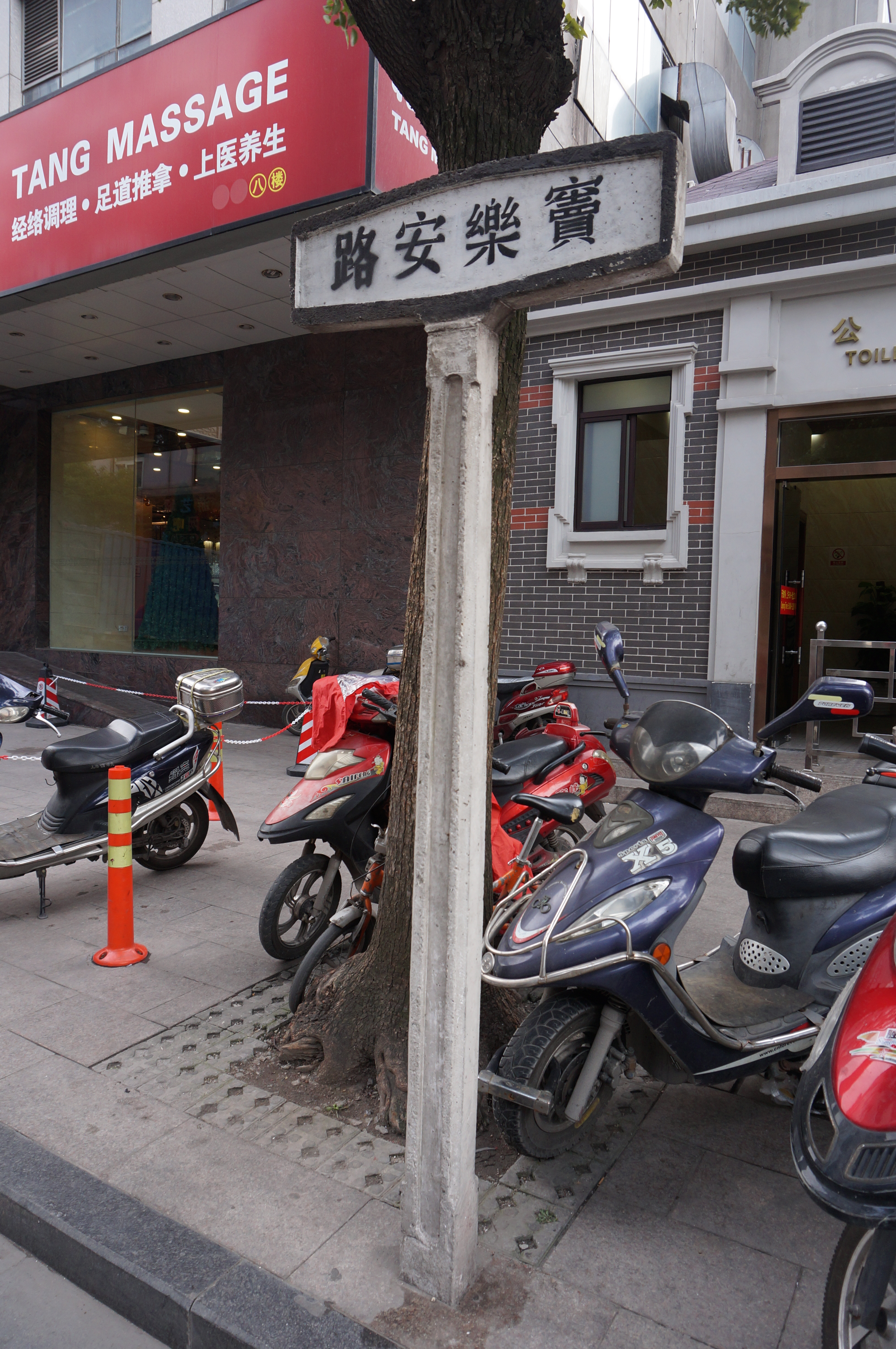
多伦路旧路牌
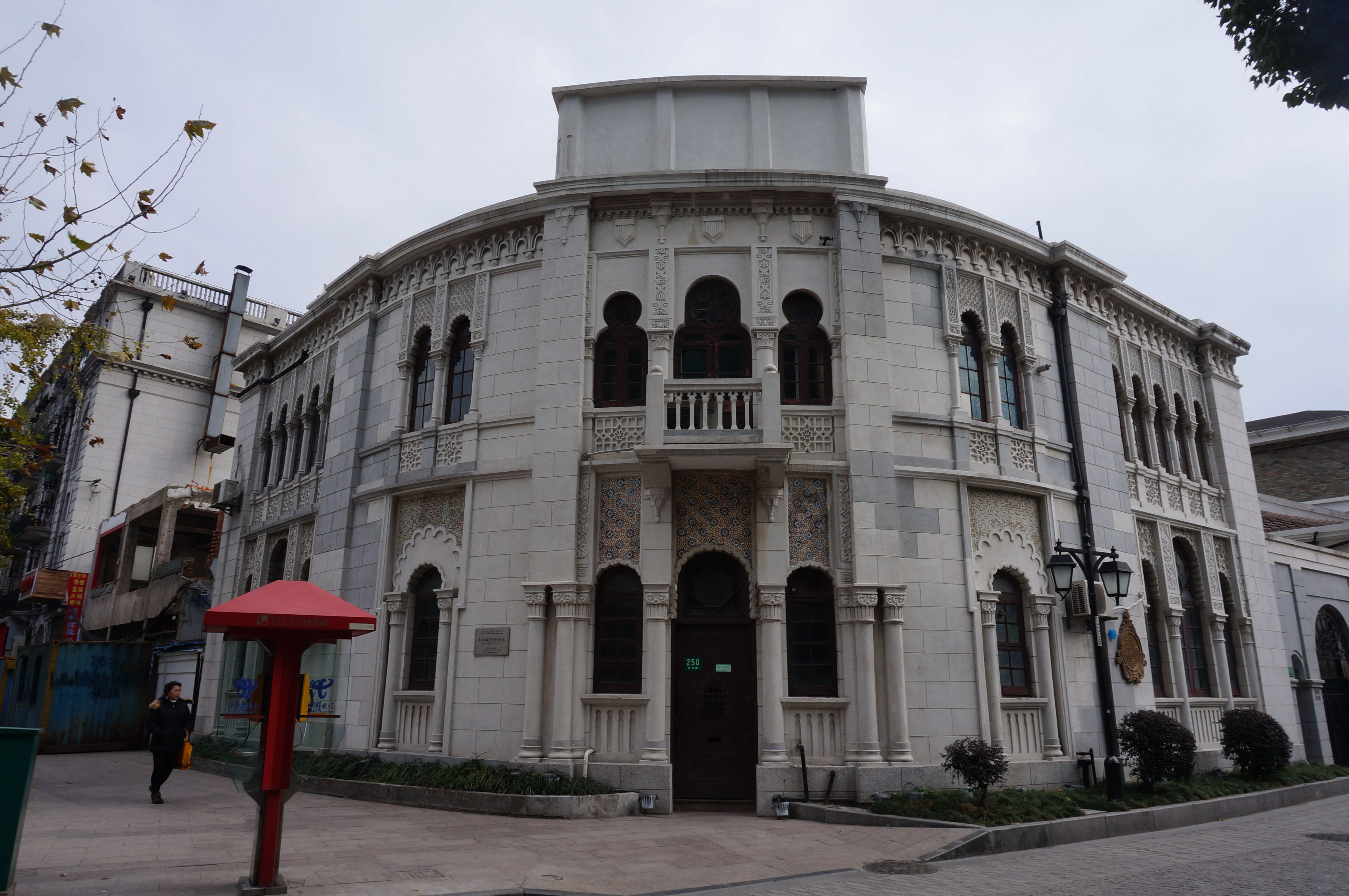
原孔祥熙公馆
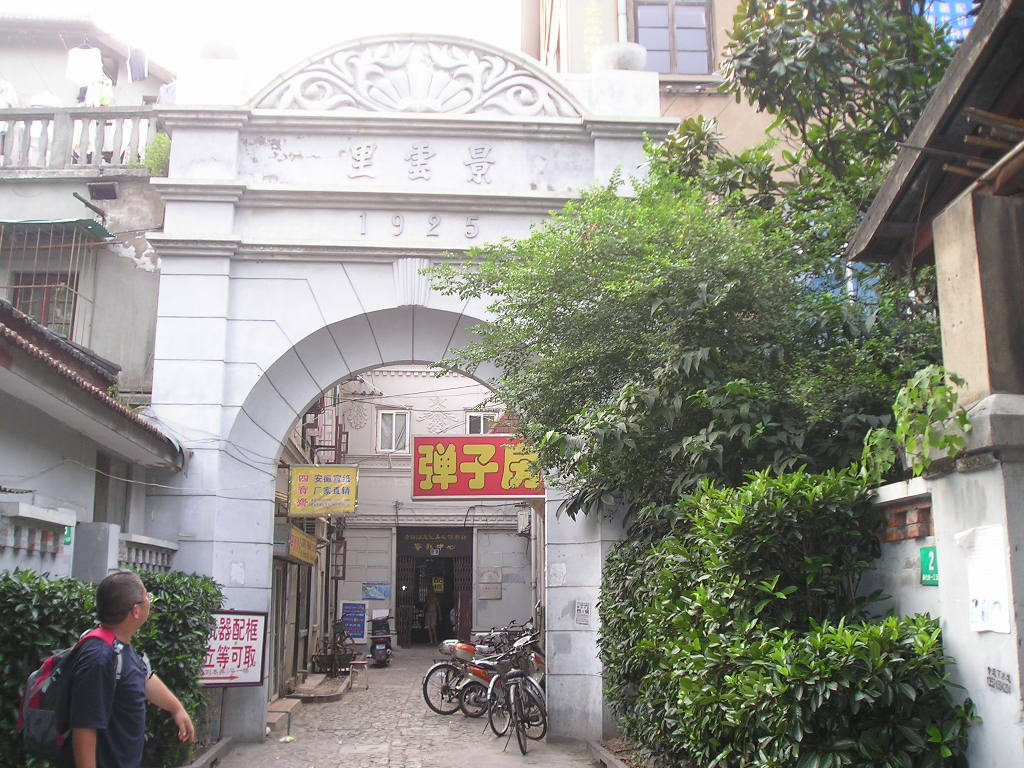
景云里
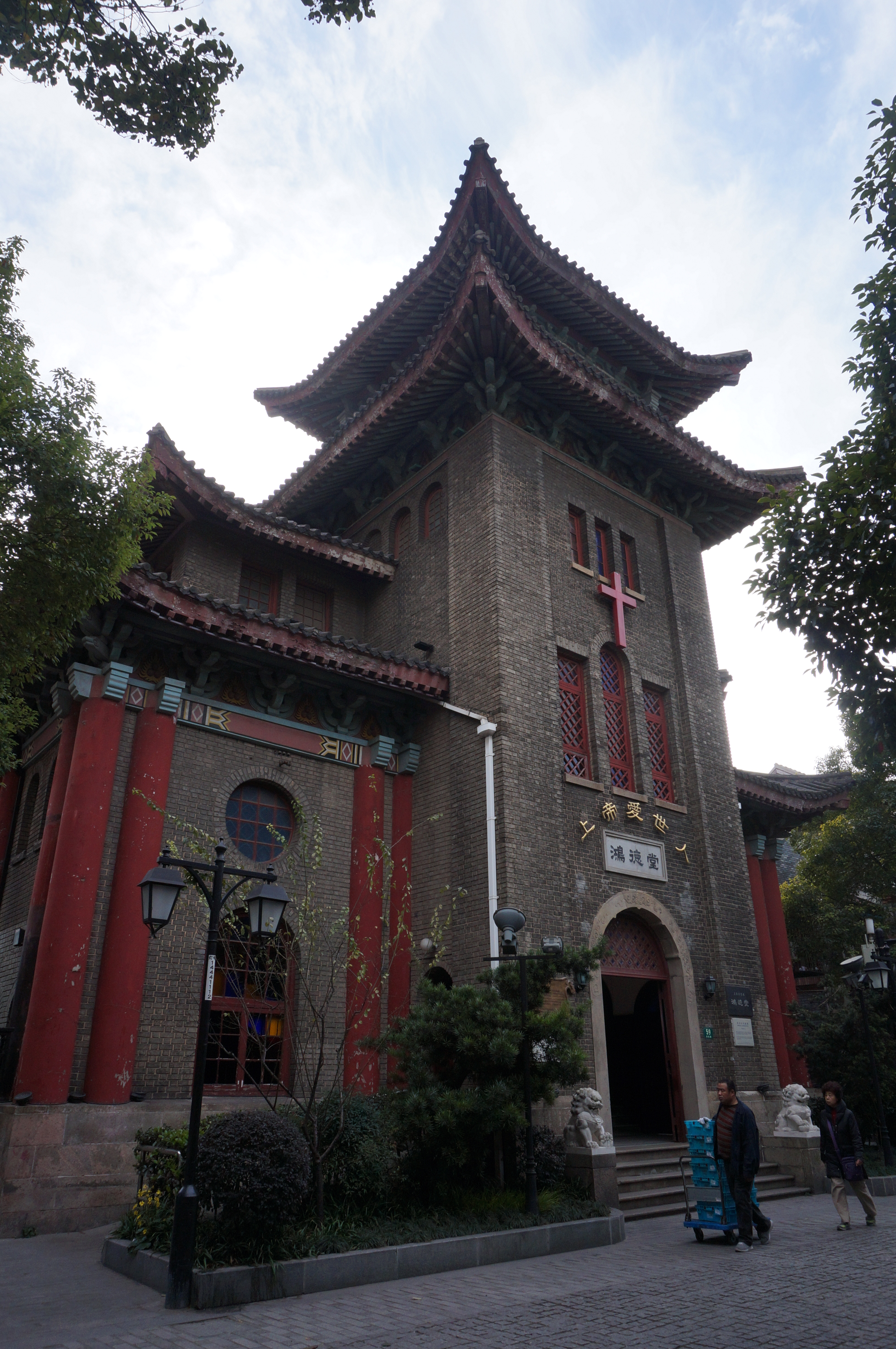
鸿德堂
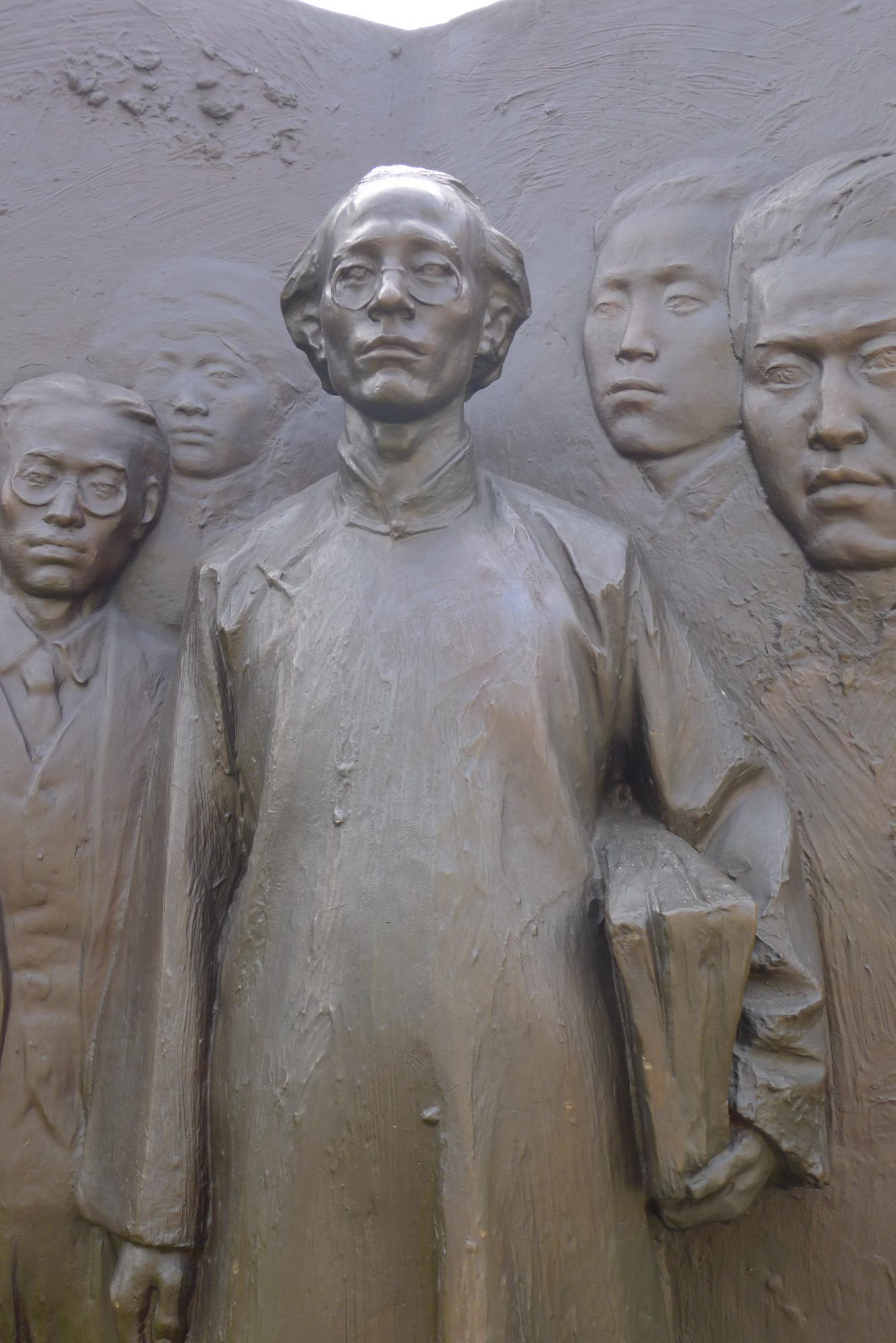
上海多伦路柔石铜像
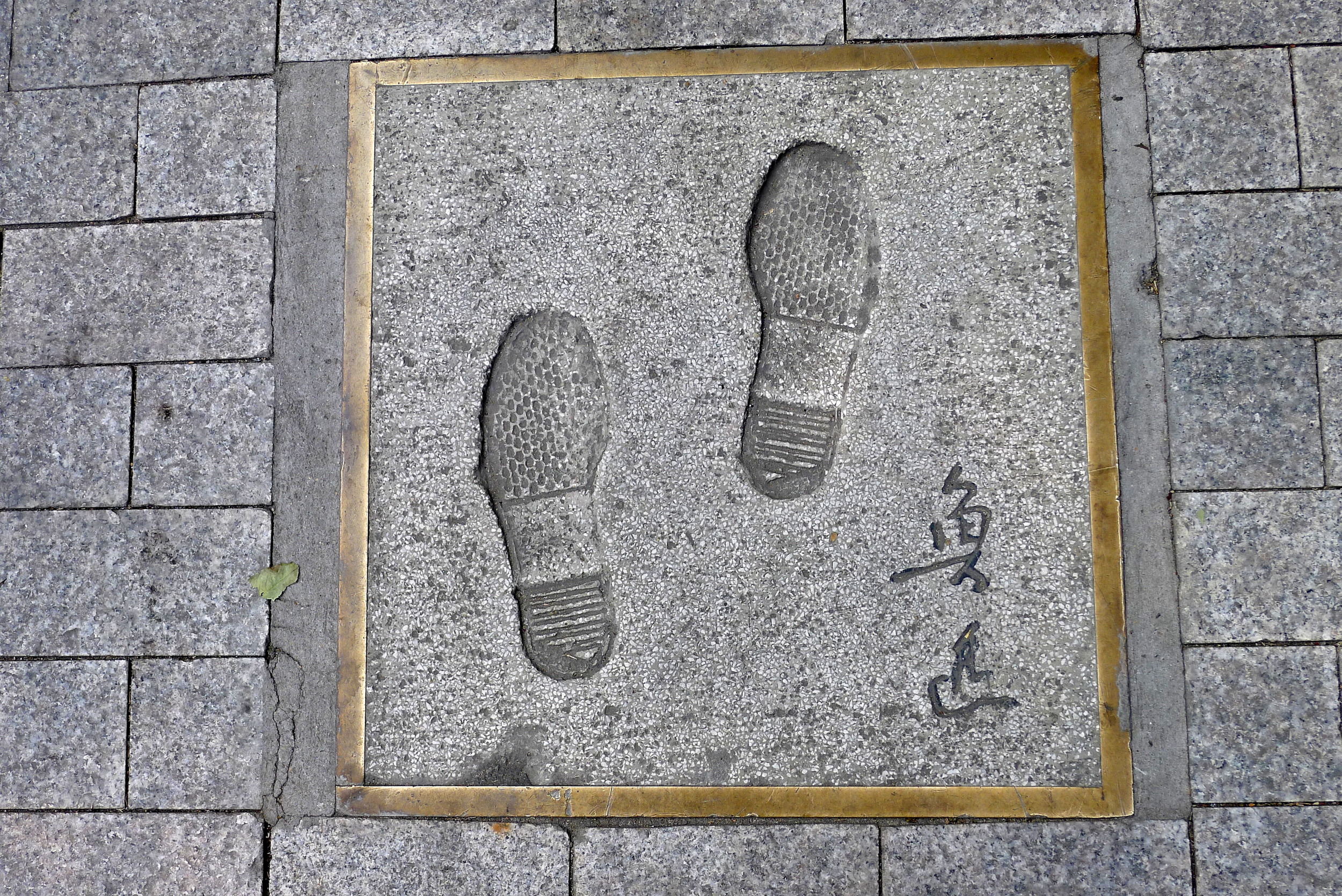
上海多伦路文化名人街鲁迅足印
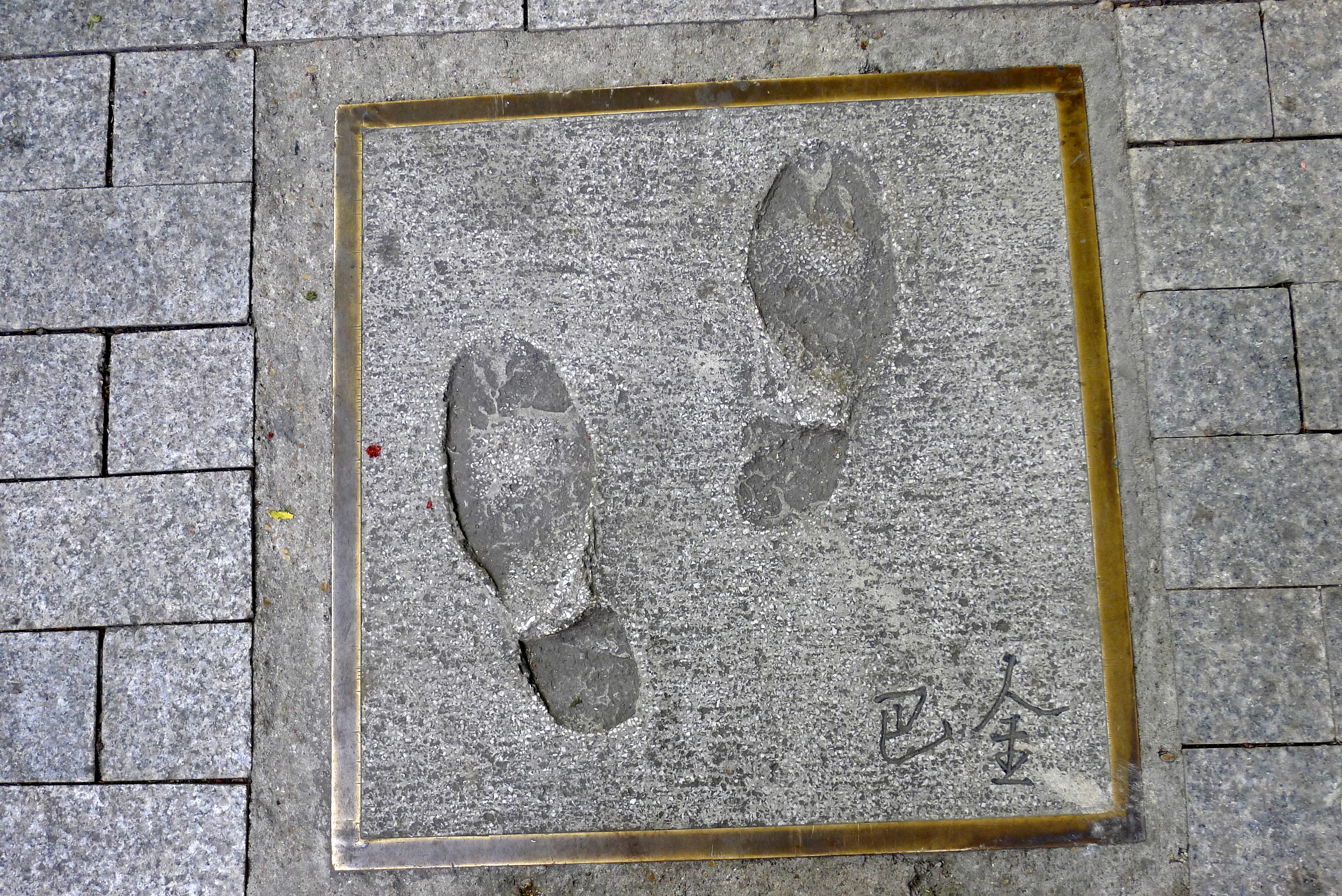
上海多伦路文化名人街巴金足印
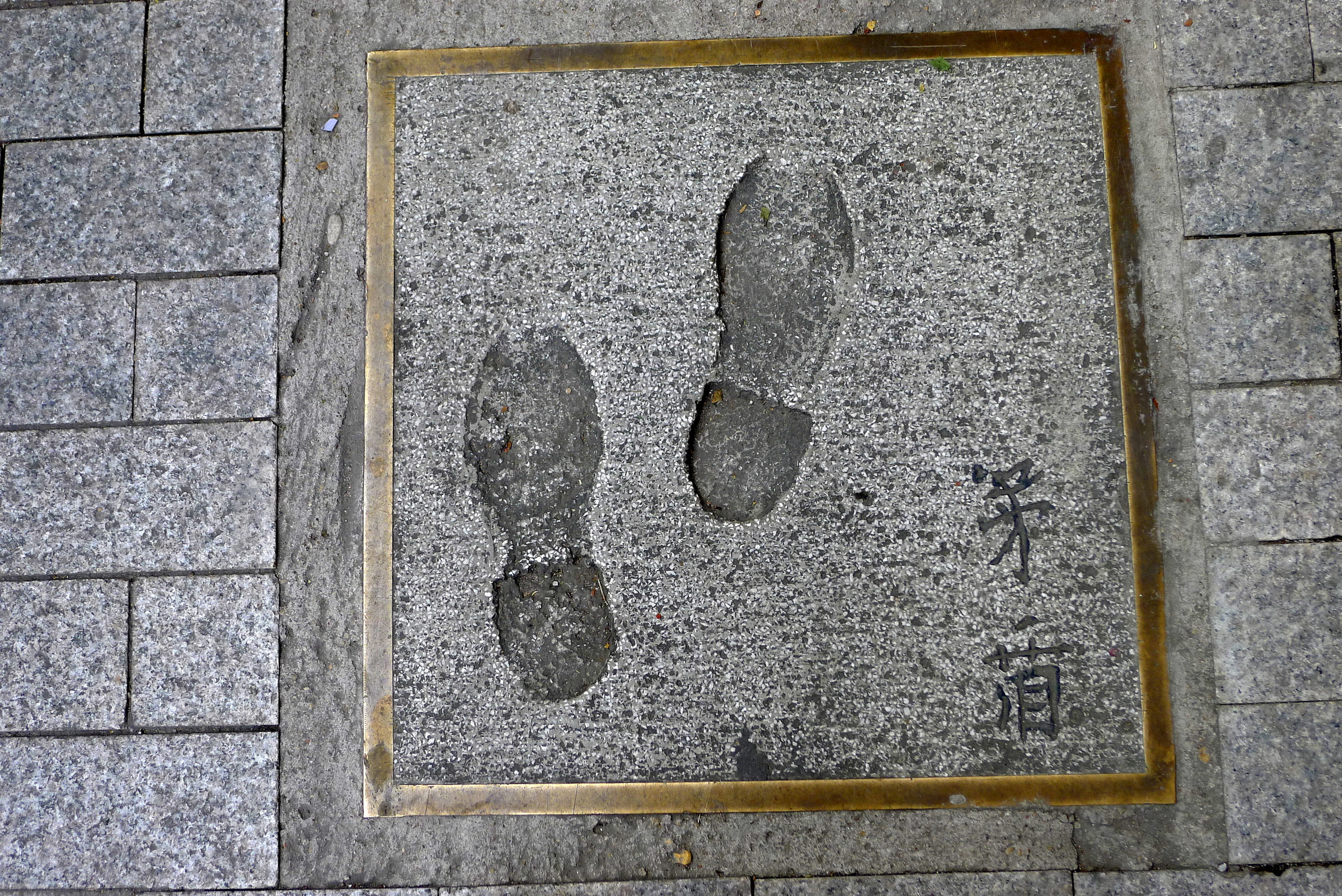
上海多伦路文化名人街茅盾足印
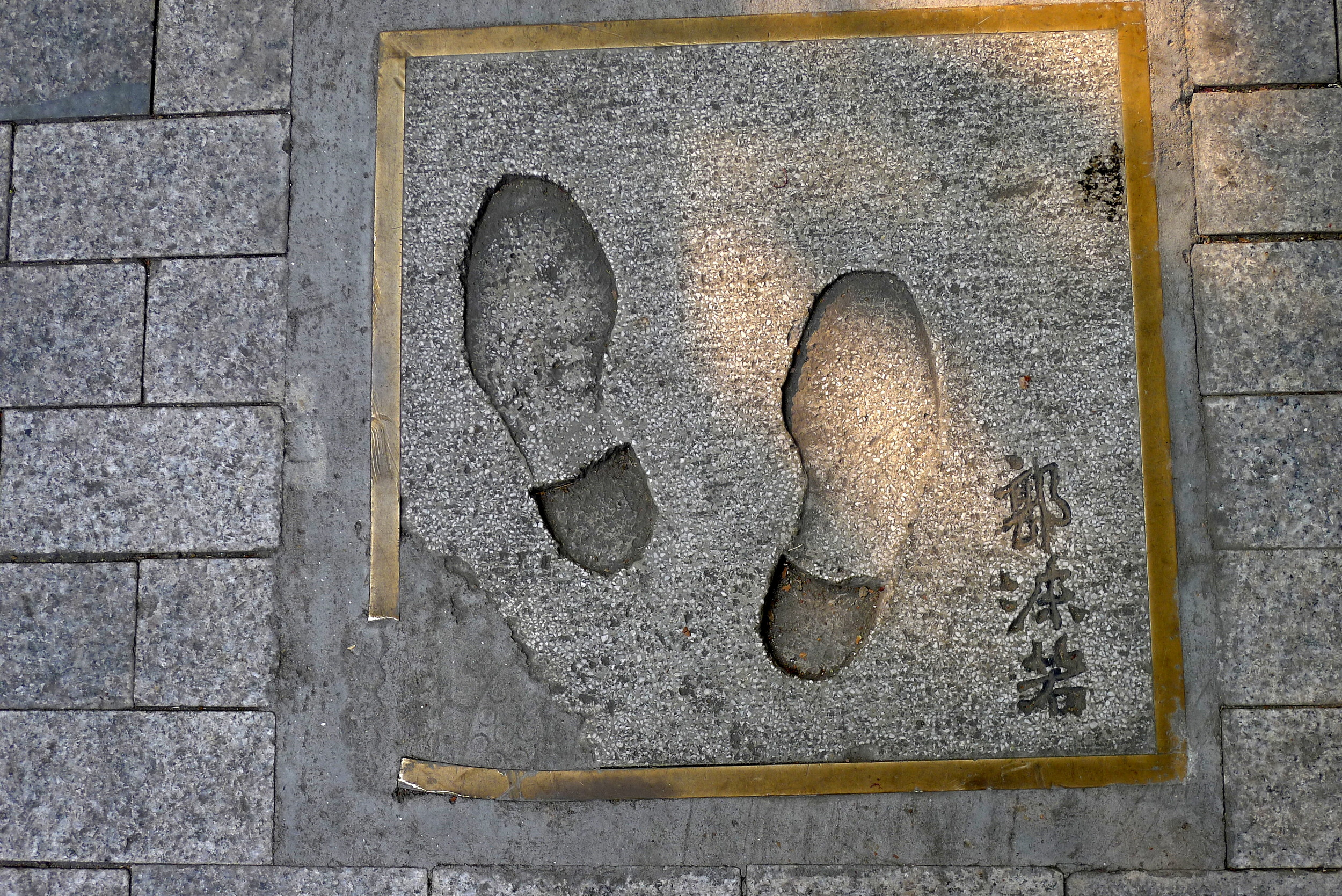
上海多伦路文化名人街郭沫若足印

## 交通
公交路线
- 四川北路山阴路站：18路、21路、47路、52路、103路、167路、318路 （多伦路北侧）
- 鲁迅公园站：18路、21路、47路、52路、167路、318路、597路、939路 （多伦路北侧）
- 四川北路横浜桥站：18路、21路、52路、167路、318路、854路 （多伦路东侧）

上海轨道交通
- █ 3号线︰东宝兴路站 1号口 （多伦路南侧）
- █ 3号线、 █ 8号线：虹口足球场站 1号口 （多伦路北侧）

## 交会道路（南向北）
- 四川北路
- 东横浜路
- 四川北路、东江湾路